# Zach Sobiech
Zach Sobiech va néixer el 3 de maig de 1995, a l'estat de Minnesota. La seva vida va transcórrer amb certa normalitat durant 14 anys, ja que a aquesta edat li van diagnosticar osteosarcoma un tipus de càncer als osos. Aquesta malaltia li va donar la baralla fins al 20 de maig del 2013. Amb 18 anys acabats de fer, en Zach va morir, trencant el cor de tot EUA. Abans de morir va viure la seva vida al màxim gravant un disc titulat Fix me up juntament amb una amiga i va escriure la cançó Clouds que va donant la volta al món. Gravant un documental que et fa reflexionar sobre la forma que escollim per viure la vida. Aquest noi ha sigut una inspiració per a milers de persones.
Zach ens ha ensenyat i recordat moltes coses valuoses. La vida està en l'ara, ni en el passat ni en el futur. Ell tenia càncer i pocs mesos de vida, però en lloc de lamentar-se per això va dedicar totes les seves forces a gaudir cada moment intensament. Somreia sempre, els seus ulls irradiaven llum i tothom que passava temps a prop seu se sentia bé.
Documental
- https://www.youtube.com/watch?v=e1y6Fdxr4C0